# ポリヴェーガル理論

The vagus nerve

ポリヴェーガル理論（ポリヴェーガルりろん、英語: Polyvagal theory (poly- "many" + vagal "wandering") ）とは、1994年にスティーブン・ポージェスによって発表された、進化論的、神経科学的、心理学的仮説の集合体であり、感情調節、社会的つながり、恐怖への反応における迷走神経の役割に関するものである。 
まだ証明されてはいなく、一部の臨床医や患者の間では人気があるが、現在の社会神経科学では支持されていない。 

## 解説
ポリヴェーガル理論 (poly 多重) + (vagal 迷走神経の) は、副交感神経系の主要な構成要素である脳神経の迷走神経に由来する。伝統的な見方では、自律神経系は2つの部分に分かれている。より活性化した交感神経系（「闘争か逃走か」）と、健康、成長、回復をサポートする副交感神経系（「休息と消化」）である。 ポリヴェーガル理論では、第三のタイプの神経系反応として「社会的関与系」の存在を指摘している。これは、活性化と沈静化のハイブリッド状態であり、我々が社会的に関与する（あるいは関与しないかの）能力に一役買っているとされる。
ポリヴェーガル理論では、副交感神経系は「腹側迷走神経系」と「背側迷走神経系」という、2つの異なる枝に分かれていると見ている。一方は社会的関与をサポートする「腹側迷走神経系」であり、もう一方は「背側迷走神経系」で、「休息と消化」そして「防御的不動化」または「シャットダウン」の両方の不動化行動をサポートする。 ポリヴェーガル理論は、1994年10月8日に、ジョージア州アトランタで開催された心理生理学研究会で、行動神経科学者のスティーブン・W・ポージェスが会長として講演を行い、紹介された。

## 理論

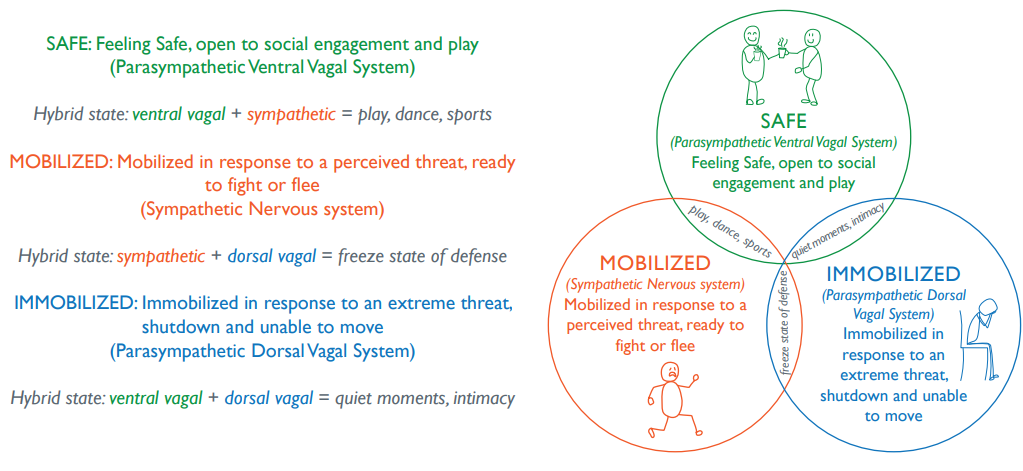
Explanatory diagram

この理論によれば、3つの組織原則に分けられる：
1. 階層：自律神経系は3つの反応パターンで反応し、特定の順序で活性化する。
2. 神経知覚：知覚とは対照的に、危険などの刺激によって引き起こされる、自覚のない認知のことである。
3. 協調性：トラウマを負った人々にとっては難しいことだが、人間関係に身を置くことを許すのに十分な安全感を感じる必要がある。

ポージェスにとって、「不動化」について決定的な要素は、安全な状態で動けないのか、それとも危険を感じて動けないのか、ということだ。
ポージェスは、3つの神経回路を反応行動の調節因子として説明している。ANSに関する彼の知見は、例えば、小児期のトラウマの現代療法において取り入れられ、ベッセル・ヴァン・デア・コーク、ピーター・レヴィン、マリアンヌ・ベンツェンといったトラウマ療法家によって用いられている。 植物的な自己制御の「自律性」とは、以下のようなものである。生物学的に固定され、自動的に動いている内部プロセスが、VNSを介して適応され、調節される。このVNSには、人間が意識的に直接の影響を与えることはできず、せいぜい間接的に影響を与える程度である。これは幼少期に形成されるもので、親や養育者の影響によるものが大きい。もし養育者が成長し発達したシステムを持っていれば、子供もその回復力を発達させることができる。しかし、養育者にトラウマやその他の障害がある場合、子供はストレスに強い大人の神経系を発達させることはできない。
ポリヴェーガル理論は、自律訓練法などのような単なるリラクゼーション技法の理論ではない。この理論によれば、まだ成長していない、あるいはトラウマによって調節不全に陥っている神経系を、強化することが可能である。たとえば、「振り子エクササイズ」の原理は、意図的に自分をリラックス状態から軽いストレス状態にし、そして安全な状態に戻すことである。これらの状態の間を揺れ動くことで、神経系は訓練され、より早くリラクゼーションに戻る方法を見つけることができる。

## 仮説となっている系統的サブシステム／段階
迷走神経は自律神経系の主要な構成要素である。ポリヴェーガル理論は、迷走神経の2つの流出枝の構造と機能に焦点を当てたもので、どちらも髄質から発生している。より具体的には、それぞれの枝は異なる適応行動戦略と関連していると主張され、腹側枝はより安静な性質を持ち、背側枝はより活動的な性質を持つ。迷走神経系は副交感神経系の一部として原始本能を抑制し、反対に交感神経・副腎系は動員行動に関与すると主張されている。ポリヴェーガル理論によれば、これらの相反するシステムは系統的に順序付けられ、反応のために活性化される。

## 解剖学的仮説
迷走神経（第10脳神経）は、心臓、肺、消化管との間で副交感神経の信号を伝達している。「ポリヴェーガル理論」は1994年、イリノイ大学シカゴ校のブレイン・ボディ・センター所長スティーブン・ポージェスによって発表された。神経解剖学の初期から確立されているように、自律神経系は求心性影響と呼ばれる身体から脳に向かって情報を伝達する神経線維を包含している。ポリヴェーガル理論によれば、この効果は神経回路の系統発生に依存した適応反応性によって観察され、実証されてきた。ポリヴェーガル理論によれば、人間の表情は、心臓や消化器系の変化といった身体的反応と関連している、あるいはそれを反映していると主張する。
ポージェスはこの理論を、進化生物学と神経学の両方からの観察によって論じている。
迷走神経の枝は、哺乳類において進化的に異なるストレス反応に関与していると主張されている。より原始的な枝は不動化行動（死を装うなど）を誘発し、より進化した枝は社会的コミュニケーションや自己鎮静行動に関連していると言われている。これらの機能は系統発生的なヒエラルキーに従っており、より進化した機能が機能しなくなったときにのみ、最も原始的なシステムが活性化すると主張されている。これらの神経経路は、自律神経状態や感情的・社会的行動の発現を制御している。したがって、この理論によれば、生理的状態が行動や心理的経験の範囲を決定する。
ポリヴェーガル理論は、ストレス、情動、社会的行動の本質について広範な主張を行っており、その研究においては、心拍数、コルチゾールレベル、皮膚コンダクタンス (皮膚電気反応としても知られる) などの末梢的な覚醒指標が伝統的に用いられてきた。ポリヴェーガル理論では、感情障害を持つ集団におけるストレス脆弱性と反応性の新しい指標として、ヒトにおける迷走神経緊張の測定を支持する。

### 背側迷走神経複合体（DVC）の提唱
迷走神経の背側枝は背側運動核から発生し、ポリヴェーガル理論では系統発生的に古い枝であると仮定されている。この枝は無髄で、ほとんどの脊椎動物に存在する。原始的な脊椎動物、爬虫類、両生類の原始的な生存戦略に関連していると考え、ポリヴェーガル理論ではこれを「植物性迷走神経」と呼んでいる。特定の条件下では、これらの動物は脅威にさらされると「凍りつき」、代謝資源を節約する。これは、三位一体脳理論の単純化された主張に基づくものであるが、この法則には多くの例外があるため、もはや正確なものとは考えられていない（三位一体脳§モデルの現状を参照）。
DVCは、消化管などの横隔膜下の内臓器官を主に制御している。正常な状態では、DVCはこれらの消化過程の調節を維持している。しかし、長時間の抑制解除は、無呼吸や徐脈を引き起こすため、哺乳類にとっては致死的である。[疑わしい］

### 腹側迷走神経複合体（VVC）の提唱
哺乳類に見られるような神経の複雑化に伴い（系統発生による）、複雑化する環境に対する行動や情動反応を豊かにするために、より洗練されたシステムが進化したと言われている。[迷走神経の腹側枝はambiguus核から発生し、反応速度を上げるために有髄化されている。ポリヴェーガル理論では、この迷走神経を「賢い迷走神経」と呼んでいるが、これは交感神経の「闘争または逃走」行動を、社会的な所属行動によって調節することに関連しているからである。このような行動には、社会的コミュニケーションや自己鎮静・沈静化などが含まれると言われている。言い換えれば、迷走神経のこの枝は、状況に応じて、防衛的大脳辺縁系回路を抑制したり抑制解除したりすると言われている。注：防衛行動を純粋に大脳辺縁系に帰するのは単純化しすぎである。なぜなら、防衛行動は知覚された脅威によって引き起こされるため、感覚統合、記憶、意味的知識を司る脳領域と大脳辺縁系との相互作用が必要だからである。同様に、感情の制御には、高次認知領域と大脳辺縁系との複雑な相互作用が必要である。迷走神経は、食道、気管支、咽頭、喉頭などの横隔膜上内臓器官のコントロールを媒介する。迷走神経は心臓にも重要な影響を及ぼす。心臓のペースメーカーに対する迷走神経緊張が高ければ、ベースラインまたは安静時の心拍数が生じる。言い換えれば、迷走神経は心拍数を制限する抑制、あるいはブレーキとして働く。しかし、迷走神経の緊張が取り除かれると、ペースメーカーに対する抑制はほとんどなくなり、ポリヴェーガル理論によれば、ストレス時に急速な動員（「闘争/逃走」）をかけることができるが、交感神経-副腎系を働かせる必要はない。注：迷走神経が心拍数を低下させる役割は確立されているが、交感神経系を働かせることなく闘争・逃走反応を引き起こすことができるという考え方は、いかなる証拠によっても立証されていない。

## ストレスの生理学的指標としての迷走神経緊張
ホメオスタシスを維持するために、中枢神経系は神経フィードバックを介して環境からの合図に絶えず反応する。ストレスフルな出来事は自律神経状態のリズムを乱し、その結果、行動も乱す。迷走神経は心拍数の調節を介して末梢神経系に不可欠な役割を果たしているため、ポージェスは呼吸性洞性不整脈（RSA）の振幅が心臓迷走神経を介した副交感神経系の活動のよい指標になると提案している。つまりRSAは、迷走神経がストレスに反応して心拍活動をどのように調節するかを見るための、測定可能で非侵襲的な方法として提案されている。もしそうであれば、この方法はストレス反応性の個人差を測定するのに有用であろう。
RSAは、自発呼吸の速度に関連する心拍リズムの振幅の尺度として広く用いられている。研究により、RSAの振幅は迷走神経が心臓に及ぼす遠心性の影響の正確な指標であることが示されている。迷走神経VVC枝の抑制作用により、適応的で向社会的な行動を幅広くとることができるため、迷走神経緊張が高い人ほど、そのような行動を幅広くとることができると理論づけられている。一方、迷走神経緊張の低下は、中枢神経系を障害する病気や合併症と関連している。このような合併症は、ストレスに適切に反応する能力を低下させる可能性がある。

### ヒト胎児への臨床応用
健康なヒトの胎児は、迷走神経を介する心拍数の変動が大きい。一方、心拍数の減速も迷走神経によって媒介されるが、これは胎児の苦痛の徴候である。より具体的には、迷走神経による心臓への影響が長期にわたって消失すると、背側迷走神経支配の影響に対する生理的脆弱性が生じ、その結果、徐脈（心拍数が非常に低下する）が生じる。しかし、この減速の開始には一過性の頻脈が先行するのが一般的であり、これは腹側迷走神経支配の離脱による直接的な影響を反映している。

## ポージェス理論の結果
ボストン大学医学部精神科のベッセル・ヴァン・デア・コーク教授によれば:
ポリヴェーガル理論は、安全性と危険性の生物学について、より洗練された理解を私たちに与えてくれた。優しい顔やなだめるような声のトーンが、なぜ私たちの感じ方を劇的に変えるのか。私たちの人生において重要な人たちに見られている、聞かれていると知ることが、なぜ私たちを穏やかで安全な気持ちにさせるのか、そしてなぜ無視されたり無視されたりすることが、怒りの反応や精神的な崩壊を引き起こすのかを明らかにしている。また、なぜ他者と同調することで無秩序で恐怖に満ちた状態から抜け出せるのかを理解する助けにもなった。つまり、ポージェスの理論は、闘争や逃走の効果を超えて、トラウマを理解する上で社会的関係を前面に押し出すものなのである。また、覚醒を調節する身体のシステムを強化することに焦点を当てた、癒しへの新たなアプローチも示唆している。

## 批判

### 科学的基準
ポージェスは2021年の出版物の中で、「この理論は証明も反証もするために提案されたものではない」と述べている。反証可能性は科学的方法の中心的な信条である。